# Martin Scorsese Presents: The Saints
Martin Scorsese Presents: The Saints ou, en français, Martin Scorsese présente : les Saints, est une mini-série documentaire en huit épisodes créée par Martin Scorsese et diffusée sur la plateforme de vidéo à la demande Fox Nation (en) depuis le 17 novembre 2024. 

## Genèse
Martin Scorsese signe en mars 2024 un accord avec Fox Nation (en), la plateforme de vidéo à la demande de Fox News, pour la diffusion d'une série religieuse consacrée aux « histoires remarquables de huit hommes et femmes qui ont tout risqué pour incarner le trait le plus noble et le plus complexe de l'humanité : la foi ».

## Synopsis
La série met en scène la vie de huit saints catholiques : Jean le Baptiste, Marie Madeleine, Sébastien, Moïse le Noir, Thomas Becket, François d'Assise, Jeanne d'Arc et Maximilien Kolbe.

## Fiche technique
- Titre original : Martin Scorsese Presents: The Saints
- Créateurs : Martin Scorsese
- Société de production : Lionsgate Television, Sikelia Productions (en)
- Société de distribution : (États-Unis) : Fox Nation (en)
- Pays d’origine : États-Unis
- Langue : anglais
- Genre : Docudrame
- Dates de diffusion :
  -  États-Unis : 17 novembre 2024

## Distribution
- Martin Scorsese : Le narrateur
- Liah O'Prey : Jeanne d'Arc
- Erick Deshors : Pierre Cauchon, évêque de Beauvais
- Jérémy Gillet : Charles VII, dauphin puis roi de France
- Milutin Milosevic : Jean de Metz
- Yahya Mahayni : Jean le Baptiste
- Hatim Abdelghafour : Jésus
- Amitai Kedar : Hérode, roi de Judée
- Adi Zemach : Salomé
- Lorenzo de Moor : Saint Sébastien
- Tommaso Basili : Dioclétien, empereur romain
- Matti Leshem : Constantin Ier, empereur romain
- Milivoje Obradović : Maximilien Kolbe
- Marko Grabez : Karl Fritzsch
- Matija Ristic : Franciszek Gajowniczek
- Dar Zuzovsky : Marie Madeleine
- Giuseppe Bonifati : Élie de Cortone

## Épisodes
1. Joan of Arc
2. John the Baptist
3. Sebastian
4. Maximillian Kolbe
5. Francis of Assisi
6. Mary Magdalene
7. Moses The Black
8. Thomas Becket